# Oratori (música)
L'oratori és una composició d'estructura narrativa en què intervenen solistes vocals, cor i orquestra, de vegades amb un narrador. Gairebé sempre es basen en textos de caràcter religiós (Bíblia) i, per tant, és un dels gèneres de la música religiosa, també pot tractar temes profans (mitologia o història). Formalment bastant proper a la cantata i a l'òpera, l'oratori comprèn generalment una obertura, recitatius, àries i cors. Fou conreat especialment durant l'època barroca, que és quan es va originar. Normalment, s'interpreten en versió de concert, sense escenificació ni vestuari.

## Història
Es desenvolupà a partir de la Contrareforma per obra de Felip Neri, que en les reunions pietoses escenificava fragments de les escriptures. La primera composició que pot ésser considerada com a oratori és la Representació de l’ànima i el cos (Rappresentazione di anima e di corpo), d'Emilio de' Cavalieri (1600). S'ha interpretat que, en certa manera, el gran auge que va tenir arreu, especialment al segle xvii fou degut al fet que va actuar com una mena de resposta de l'església a l'enorme èxit que havia tingut l'òpera, el gènere de música escènica dedicat quasi exclusivament a la narració escenificada d'històries profanes. Per contra, l'oratori, gairebé sempre va optar per les històries bíbliques, ja fossin de l'Antic o del Nou Testament, amb predilecció per uns o altres segons els moments.
L'estructura resultant, que va quedar plenament fixada a la segona meitat del segle xvii, en la majoria dels casos fa que l'obra comenci amb un moviment en què intervé només l'orquestra o el grup instrumental encarregat de l'acompanyament instrumental; segons els moments, aquest va rebre diversos noms: obertura i simfonia es troben entre els més usuals. A partir d'aquí, la major part de l'obra conté una alternança entre recitatius i àries. Atès que no hi ha representació escènica, l'oratori necessita sempre -si més no en la seva forma barroca- un narrador, que invariablement recau en una veu masculina i que s'expressa amb recitatius. Entre les àries i els recitatius s'hi intercalen les intervencions dels cors; cada un dels números o passatges cantants pel cor s'anomena, també, cor.
Una de les figures més destacades del barroc i que va sobresortir especialment pels seus oratoris fou Georg Friedrich Händel. Els seus oratoris més coneguts són Israel a Egipte (Israel in Egypt, 1739) i El Messies (Messiah, 1742), el text dels quals no tenen, realment, una estructura narrativa.
Durant el classicisme, entre finals del segle xviii i principis del segle xix, es van destacar Franz Joseph Haydn amb oratoris com La creació (Die Schöpfung, 1798) i Les estacions (Die Jahreszeiten, 1801), aquest darrer amb un rerefons molt marcadament maçònic i Ludwig van Beethoven amb Crist en el Mont de les Oliveres (Christus am Ölberge, 1803).
Al segle xix Hector Berlioz (La Infància de Crist, L'Enfance du Christ, 1854), Felix Mendelssohn (Paul, Paulus, 1836, Elies, Elias, 1846), Robert Schumann (Paradís i Peri, Das Paradies und die Peri, 1843, El Pelegrinatge de la Rosa, Der Rose Pilgerfahrt, 1851), Franz Liszt (La llegenda de Santa Elisabet, Die Legende von der heiligen Elisabeth, 1865, Crist, Christus, 1873), Charles Gounod (Mort i vida, Mors et vita, 1885) i César Franck (Les Benaurances, Les Béatitudes, 1879) són els autors més destacats que cultivaren l'oratori durant el romanticisme.
Durant el verisme, entre finals del segle xix i principis del segle xx, van sobresortir els oratoris de Don Lorenzo Perosi (La resurrecció de Crist, La risurrezione di Cristo, 1898).

## L'oratori com a tècnica compositiva

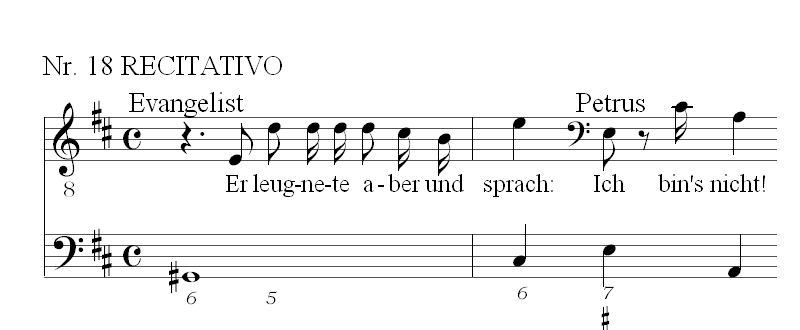
Fragment d'un recitatiu de l'evangelista en la Passió segons sant Joan, de Johann Sebastian Bach

Aproximadament des de principis del segle xviii les tècniques de l'oratori es van aplicar a molt altres textos religiosos que es posaven en música habitualment, en especial pel que fa a textos d'una certa llargada i que rebien una música de grans dimensions, especialment pensada per celebracions litúrgiques d'una marcada solemnitat. Entre aquests, les diverses parts de la Missa, els salms que es musicaven per a les vespres de festivitats especialment destacades de l'any litúrgic, el Stabat Mater, etc. Concretament consistia a fragmentar aquests textos estàndard de la litúrgia per uns punts que acostumaven a ser sempre els mateixos. Cada un dels fragments era tractat com una composició separada, amb unes veus o unes altres, amb solistes i/o cor, amb un acompanyament de tot el grup instrumental o només amb una part, etc., però també amb una tonalitat, una mètrica i un tempo diferenciat i sovint contrastant amb els dels fragments immediatament anteriors i posteriors.
Segueixen aquesta tècnica compositiva la majoria de misses dels compositors dels segles xviii i xix, entre molts altres obres religioses. En el cas de les passions, el narrador pren el nom d'evangelista, i sovint recau en la veu d'un tenor.

## Llista d'oratoris remarcables
- Al·leluia, de l'oratori El Messies, de Händel (?·pàg.)

(ordenats cronològicament segons l'any d'estrena)
- Giacomo Carissimi, Jephté (1646-48)
- Michelangelo Falvetti, Il Diluvio Universale (1682)
- Georg Friedrich Händel, Il trionfo del Tempo e del Disinganno (1707)
- Georg Friedrich Händel, La resurrezione (1708)
- Antonio Vivaldi, Juditha triumphans RV 644 (1716)
- Georg Friedrich Händel, Brockes Passion (1719)
- Johann Sebastian Bach, Passió segons sant Joan (1724)
- Johann Sebastian Bach, L'Oratori de Pasqua (1725). Cal tenir en compte que, malgrat el nom, aquesta obra és, en realitat un conjunt de cantates per al cicle de Pasqua que, com la majoria de les seves obres en aquest gènere, apliquen la tècnica de l'oratori.
- Johann Sebastian Bach, Passió segons sant Mateu (1727)
- Georg Friedrich Händel, Esther (1732)
- Georg Friedrich Händel, Deborah (1733)
- Georg Friedrich Händel, Athalia (1733)
- Johann Sebastian Bach, L'Oratori de Nadal (1734). Cal tenir en compte que, malgrat el nom, aquesta obra és, en realitat un conjunt de cantates per al cicle de Nadal que, com la majoria de les seves obres en aquest gènere, apliquen la tècnica de l'oratori.
- Johann Sebastian Bach, L'Oratori de l'Ascensió (1735). Cal tenir en compte que, malgrat el nom, aquesta obra és, en realitat un conjunt de cantates per al cicle de l'Ascensió que, com la majoria de les seves obres en aquest gènere, apliquen la tècnica de l'oratori.
- Johann Adolph Hasse Serpentes ignei in deserto - (1735, 1736 o 1739)
- Georg Friedrich Händel, Il trionfo del Tempo e della Verità (1737)
- Georg Friedrich Händel, Saul (1739)
- Georg Friedrich Händel, Israel in Egypt (1739)
- Georg Friedrich Händel, L'Allegro, il Penseroso ed il Moderato (1740)
- Georg Friedrich Händel, Messiah (1742)
- Georg Friedrich Händel, Samson (1743)
- Georg Friedrich Händel, Semele (1744)
- Georg Friedrich Händel, Joseph and his Brethren (1744)
- Georg Friedrich Händel, Hercules (1745)
- Georg Friedrich Händel, Belshazzar (1745)
- Georg Friedrich Händel, Occasional Oratorio (1746)
- Georg Friedrich Händel, Judas Maccabaeus (1747)
- Georg Friedrich Händel, Joshua (1748)
- Georg Friedrich Händel, Alexander Balus (1748)
- Georg Friedrich Händel, Susanna (1749)
- Georg Friedrich Händel, Solomon (1749)
- Georg Friedrich Händel, Theodora (1750)
- Georg Friedrich Händel, The Choice of Hercules (1751)
- Georg Friedrich Händel, Jephtha (1752)
- Georg Friedrich Händel, The Triumph of Time and Truth (1757)
- Wolfgang Amadeus Mozart, Die Schuldigkeit des ersten Gebots (1767) (Només la primera part)
- Wolfgang Amadeus Mozart, Betulia Liberata (1771)
- Joseph Haydn, Il ritorno di Tobia (1775)
- Wolfgang Amadeus Mozart, Davide penitente (1785)
- Joseph Haydn, Les set últimes paraules de Crist a la creu (1796)
- Joseph Haydn, La Creació (1798)
- Joseph Haydn, Les Estacions (1801)
- Ludwig van Beethoven, Christus am Ölberge (1803)
- Franz Schubert, Lazarus (1820) (Inconclús)
- Felix Mendelssohn, St. Paul (1836)
- Robert Schumann, Das Paradies und die Peri (1843)
- Felix Mendelssohn, Elijah (1846)
- Felix Mendelssohn, Christus (1847) (Inconclús)
- Robert Schumann, Der Rose Pilgerfahrt (1851)
- Hector Berlioz, L'Enfance du Christ (1854)
- Franz Liszt, La llegenda de Santa Elisabet (1865)
- Théodore Dubois, Les sept paroles du Christ (1867)
- Franz Liszt, Christus (1873)
- César Franck, Les Béatitudes (1879)
- Charles Gounod, Mors et vita (1885)
- Lorenzo Perosi, La risurrezione di Cristo (1898)
- Ígor Stravinski's "òpera-oratori" Oedipus Rex (1927)
- Artur Kapp, Hiiob (Job) (1929)
- William Walton, Belshazzar's Feast (1931)
- Alexandre Tansman, Isaïe le prophète (1950)
- Hans Werner Henze, Das Floß der Medusa (1968, rev. 1990)
- Bertold Hummel, The Shrine of the Martyrs (1988/89)[1]
- Paul McCartney, Liverpool Oratorio (1991)
- Wynton Marsalis Blood on the Fields (1997)
- Vangelis Papathanasiou, Mythodea (2001)
- Piotr Rubik - Tu Es Petrus (2005)
- Ilaiyaraaja, Chennai, Tamil Nadu, Índia - Thiruvasakam in Symphony (2005)
- Eric Idle i John Du Prez - He's Not the Messiah (He's a Very Naughty Boy) (2007) (un oratori del tot inusual atès que està basat en La vida de Bryan dels Monty Python)

## L'oratori a Catalunya[2]
Alguns autors dels territoris de parla catalana que van escriure oratoris (en alguns moments aquest gènere s'anomenà drama sacro) foren:
Segle XVII
- Lluís Vicenç Gargallo: Historia de Joseph, Aquí de la Fe (1667-1682)

Segle XVIII
- Antoni Teodor Ortells: Oratorio sacro a la Pasión de Cristo Nuestro Señor (València, 1706)
- Pere Rabassa: La gloria de los santos (1715), amb lletra de José Vicente Ortí y Mayor; La caída del hombre y su reparación (1718), Oratorio sacro a San Juan Bautista (1720), Diferencia de la buena y mala muerte, representada en la del mendigo Lázaro y en la del rico avariento (1721), Oratorio sacro a la Natividad del glorioso precursor San Juan Bautista (1722), Viva Jesús (1723)
- Francesc Valls: Oratorio místico i alegórico que en culto de María Santísima del Pilar (Barcelona, 1717), El culvivo del alma (València, 1720), La escogida Esther (1736), El grande Samuel (1737)
- Antoni Lliteres i Carrió: Oratorio de San Vicente (Lisboa, 1720), perdut
- Jaume Casellas: Betulia libertada (1726), La igual justicia de Dios (1729), Vencer matando y muriendo (1731), perduts
- Josep Picanyol: Amore resurgens (1732)
- Domènec Terradellas: Giuseppe riconosciuto (Nàpols, 1736), llibret de Pietro Metastasio; Ermenegildo martire (Nàpols, 1739)
- Salvador Figuera: Saúl convencido por David, San Magín, Nuestra Señora de la Esperanza, Nuestra Señora de los Dolores
- Manuel Gònima: Oratorio a la expectación del parto de la Virgen (1739), El vencimiento de Sisara (Girona, 1739), música perduda; Excessos del amor divino en el purissimo corazon de la virgen S. Gertrudis la Magna (Girona, 1747), música perduda; El vencedor más constante (Girona, 1749), perdut; Milicia angélica (Girona, 1760), música perduda; Las felicidades de la tribu de Dan (Girona, 1761), música perduda; La libertad graciosa en el cordón de la casa de Rahab (Girona, 1769), música perduda;Dolor y amor (Girona, ca. 1780)
- Bernat Tria: La fábrica del arca de Noé en San Cayetano (Barcelona, ca. 1750)
- Josep Masvasí:[3] Al Rey de dos orbes los dos elogiad, El monarca protector (Manresa, 1745)
- Antoni Jordi: Oratorio a la Virgen Santísima (1750)
- Tomàs Milans i Campús: El sabio pastor Jacob y ovejas de Labán (Barcelona, 1753)
- Emmanuel Thomas i Maymí
- Josep Duran: Arca de Dios trasladada al gran templo de Sión (ca. 1760), perdut
- Francesc Queralt:[4] Daniel en Babilonia (1777), Ana, madre de Samuel, después de ésteril, fecunda (1778), Salomon a regina Saba invisus (1783), Oratorio a Santa Eulalia (1786), El juicio universal (1787), La Virgen María en el Calvario (1794), Oratorio de los Dolores (1796), Oratorio a la casta Susana (1798), Oratorio a San Felipe Neri (1802), La conversión de Agustino (1804), Oratorio de Santa Eulalia (1823).
- Raimon Milà[5]
- Francesc Juncà i Querol: A tu pueblo socorre, Santo Dios perezca, Oratori a Sant Tomàs: No hay que dudar Jaob todo el camino (Girona, 1772), conservat parcialment; Oratorio sacro historico con que la compassion de sus devotos acompaña à Maria Santissima en sus Dolores (Girona, 1774), Oratorio a la Virgen de los Dolores: Segun la fama anuncia, viene Noemi hermosa (1774), Canticos alegres, himnos agradables (Girona, 1774), A los Dolores de María: Atentos escuchemos las ordenes del rei (1775), Oratorio a Santo Tomás: Venid, venid asirios embestid la ciudad (1775), A los Dolores de María: Quando los peñascos se rompan a golpes (1776), Oratorio a Santo Tomás: A partir, a marchar con ardiente denuedo (Girona, 1777), Oratorio a la Virgen de los Dolores: Quanto cuesta tu delito, imprudente humanidad (Girona, 1777), Oratorio a la Virgen de los Dolores: Santo Dios, perezca el impio, reine el justo (Girona, 1779), Oratorio a Santo Tomás: A quien tus inciensos darás pueblo fiel (Girona, 1780), Oratorio a San Francisco de Paula (1779)
- Jaume Balius: Oratorio a Santo Tomás de Aquino: El tabernaculo y sacrificio honrar propicio (Girona, 1783), Oratorio a Santo Tomás de Aquino: Quantos en Dan viven hasta Barsabé (1784), Oratorio a San Francisco de Paula (1784), Oratorio a la Virgen de los Dolores: Oprime o gran monarca, incomplet.
- Miquel Junyent: El triunfo de Judith (1786)
- Domènec Arquimbau: Oratorio a S. Tomás: Hoy la inmortal corona que un joven noble (Girona, 1786), Oratorio a la Virgen de los Dolores (Girona, 1787), Oratorio de S. Tomás: Isrrael exaltado, Madián humillado (Girona, 1790)

Segle XIX
- Carles Baguer:[6] Muerte de Abel (1802),El santo Job (1804), La adoración del Niño Dios por los ángeles y pastores (1805), La mística Rachel en lamento figura de Ntra. Sra. Madre adolorida, en la pasión y muerte de su Divino Hijo, No te abandones, La resurrección de Lázaro (1806), La partida del hijo pródigo (1807), El regreso á Barcelona, su patria, del Dr. Josef Oriol (1807), El regreso del hijo pródigo (1807)
- Ramon Aleix: La passió de Jesucrist, La presentació de Nostre Senyor
- Mateu Ferrer: Nabucodonosor
- Francesc Andreví: El Juicio Final (València, 1822), La dulzura en la virtud
- Josep Barba: Oratorio a San Tomás de Aquino: Josué triunfante de les jericundinos por el arce (Girona, 1827), conservat en part; Aaron (1834), El joven ceñido de ángel y de hombre (1835)
- Bernat Calvó Puig i Capdevila: La última noche en Babilonia (1848), amb lletra de Joaquim Roca i Cornet; El descenso de la Virgen de las Mercedes en Barcelona (1862), amb lletra de María Teresa Massanés de González
- Magí Riera
- Esteve Vinyals
- Antoni Casañas
- Antoni Oller i Biosca: El manto de la Virgen (Sabadell, 1860)
- Andreu Avel·lí Valentí: Judith (ca. 1870)
- Josep Rodoreda: Las siete palabras de Cristo (1874)
- Ruperto Chapí: Los ángeles (1880)
- Felip Pedrell: La samaritana (ca. 1890)
- Francesc de Paula Sánchez i Gavagnach: Il Giudizio stremo, Incarnatio (1891)
- Josep Garcia Robles: Santa Isabel de Hungría (1892?)
- Joaquim Cassadó: La mort de Sant Josep (1897)

Segle XX
- Joan Lamote de Grignon: La nit de Nadal (1906)
- Domènec Sangrà: Job (París, 1912)
- Antoni Massana: Montserrat (1925), Javier: estampas escénicas(1930), amb lletra de Genaro Xavier Gallegos; La Creación: oratorio bíblico (1946), sobre textos de la Bíblia; Ignis flagrans charitatis (1951), Miles Christi (1956)
- Rafel Vich i Bennàssar: Petit oratori de Lluc (1943), amb lletra d'Antoni Caimari
- Gaspar Cassadó: Oratorio (1946)
- Pau Casals: El Pessebre (1960), amb text de Joan Alavedra
- Ricard Lamote de Grignon: El càntic dels càntics (1962), acabat per Manuel Oltra
- Josep Soler i Sardà: Pasio secundum Ioannem (1962), Passio Jesu-Christi (1968), Vespro della Beata Vergine (1989)
- Frederic Mompou: Los improperios (Conca, 1964)
- Manuel Blancafort: Cantata a la Verge Mari (1965)
- Mercè Torrents i Turmo: Oratori del Llibre de Sinera (1968, estrenat el 1981), sobre els textos de Salvador Espriu
- José María Cervera Lloret: El Redentor (1969)
- Francesc Civil i Castellví: La Magdalena penitent (Girona, 1975, estrenat el 2007), lletra de Salvador Sunyer
- Josep Valls i Royo: Càntic de Débora (1976)
- Valentí Miserachs Grau: Isaia (1976), Stephanus (1977), Beata Virgo Maria (1982)
- Xavier Benguerel i Godó: Llibre vermell (Barcelona, 1987)
- Carlota Baldrís i Rafecas: Oratori de l'àngel de Tobies (1994)

Segle XXI
- Antoni Fornet Martínez de Pisón: Tu mirada, Madre santa (2001)
- Domènec Cols i Puig: Oratori de les hores (2002)
- Valentí Miserachs Grau: Mil anys (Barcelona, 2004), amb text d'Antoni Dalmau; Pau i Fructuós (Tarragona, 2009), Noces de Sang (El Sant Dubte d'Ivorra) (Ivorra, 2011)
- Salvador Pueyo: Exclamaciones (Terrassa, 2005), amb textos de Santa Teresa de Jesús
- Francesc Bonastre i Bertran: Oratori de la Mare de Déu de la Serra (2007), Fructuosi Natalicia (2008)
- Josep Vila i Casañas: Veni Creator Spiritus (2016)
- Abraham Tena Manrique: Die sieben Worte Jesu Christi am Kreuz (2020)[7]